# Secretaria de Comunicação Social
| Secretaria de Comunicação Social                                                      |                              |
| Esplanada dos Ministérios, Bloco A - Brasília www.gov.br/secom/pt-br                  |                              |
| Criação                                                                               | 23 de maio de 1979 (45 anos) |
|                                                                                       |                              |
| Atual ministro-chefe                                                                  | Sidônio Palmeira             |
| Orçamento                                                                             | R$ 379 milhões (2023)        |
| Extinta durante o governo João Figueiredo e temporariamente no governo Jair Bolsonaro |                              |

A Secretaria de Comunicação Social (Secom) é um órgão que compõe a Presidência da República. Com status de Ministério é responsável pela liberação de verbas e gerenciamento de contratos publicitários firmados pelo Governo Federal. Para o orçamento de 2019, o Congresso autorizou uma dotação de 150 milhões de reais para a Secom. Anunciado por Gustavo Bebianno (ex-Ministro-Chefe da Secretaria-Geral da Presidência), o secretário era Floriano Amorim Neto.
Com a reforma ministerial promovida pelo então presidente Luiz Inácio Lula da Silva em 2007, a Secom incorporou a Secretaria de Imprensa e Porta-Voz, que é responsável pelas relações entre o governo e a mídia. Essa coincidência de funções foi criticada por analistas externos.

## História
Entre o fim do período Gushiken e a reforma ministerial de 2007 a Secom era uma subsecretaria, subordinada à Secretaria-Geral da Presidência. Porém, após a reforma ministerial do governo Bolsonaro em 2019, a Secom passou a ser subordinada à Secretaria de Governo.
Em 10 de junho de 2020, a Secretaria Especial de Comunicação Social da Secretaria de Governo da Presidência da República foi extinta pela Medida Provisória nº 980, tendo suas atividades incorporadas pelo recriado Ministério das Comunicações. A secretaria foi restaurada a partir da conversão da Medida Provisória na Lei 14.074/20.

## Lista de secretários
| Ano(s)                                  | Secretário                            | Presidente                |
| --------------------------------------- | ------------------------------------- | ------------------------- |
| 1979–1980                               | Said Abrahim Farhat                   |                           |
| 1979–1980                               | Said Abrahim Farhat                   | João Figueiredo           |
| Incorporada ao Ministério da Casa Civil |                                       |                           |
| 1995                                    | Roberto Muylaert                      | Fernando Henrique Cardoso |
| 1995–1999                               | Sérgio Amaral                         | Fernando Henrique Cardoso |
| 1999–2001                               | Andrea Matarazzo                      | Fernando Henrique Cardoso |
| 2001–2002                               | João Roberto Vieira da Costa          | Fernando Henrique Cardoso |
| 2002                                    | Eduardo Piragibe Graeff (interino)    | Fernando Henrique Cardoso |
| 2002–2003                               | João Roberto Vieira da Costa          | Fernando Henrique Cardoso |
| 2003–2005                               | Luiz Gushiken                         | Luiz Inácio Lula da Silva |
| 2005–2007                               | Luiz Tadeu Rigo                       | Luiz Inácio Lula da Silva |
| 2007–2011                               | Franklin Martins                      | Luiz Inácio Lula da Silva |
| 2011–2014                               | Helena Chagas                         | Dilma Rousseff            |
| 2014–2015                               | Thomas Traumann                       | Dilma Rousseff            |
| 2015                                    | Roberto Messias (interino)            | Dilma Rousseff            |
| 2015–2016                               | Edinho Silva                          | Dilma Rousseff            |
| 2016–2019                               | Márcio Freitas                        | Michel Temer              |
| 2019                                    | Floriano Barbosa de Amorim Neto       | Jair Bolsonaro            |
| 2019–2021                               | Fábio Wajngarten                      | Jair Bolsonaro            |
| 2021                                    | Flávio Augusto Viana Rocha (interino) | Jair Bolsonaro            |
| 2021–2023                               | André de Sousa Costa                  | Jair Bolsonaro            |
| 2023–2024                               | Paulo Pimenta                         | Luiz Inácio Lula da Silva |
| 2024–2025                               | Laércio Portela (interino)            | Luiz Inácio Lula da Silva |
| 2025–presente                           | Sidônio Palmeira                      | Luiz Inácio Lula da Silva |

## Controvérsias
Escrevendo para o The Intercept Brasil, João Filho questionou o aumento da entrada de dinheiro público na RecordTV e outras emissoras nas quais os donos aparecerem ao lado de Bolsonaro. Antes do atual governo, era gasto mais dinheiro com as emissoras a partir da audiência das mesmas, mas o método foi cancelado sem motivo.
Em 15 de janeiro de 2020, foi revelado pela Folha de S.Paulo que Fabio Wajngarten, chefe da SECOM, recebeu, através de uma empresa da qual é sócio, dinheiro de emissoras de TV e agências de publicidade que tem contrato com o governo de Jair Bolsonaro. Dentre elas, estão a Rede Bandeirantes e a RecordTV. Tal fato entrou na análise do Repórteres Sem Fronteiras, que analisa os ataques de Bolsonaro direcionados à imprensa. Em junho de 2020, um levantamento divulgado pela Agência Pública confirmou que emissoras evangélicas e pastores apoiadores do governo, foram os que mais receberam verbas publicitárias da SECOM, ao todo foram 30 milhões de reais. A maioria do dinheiro foi destinado à RecordTV, IURD e a Igreja Internacional da Graça de Deus.
Em julho de 2020, outro levantamento da Agência Pública, mostra que o governo, através da SECOM, patrocinou propaganda no YouTube da Reforma da Previdência Social no Brasil direcionada a canais infantis, de apoiadores do presidente (bolsonaristas), religiosos e de notícias falsas.
Por denúncia da Procuradoria Federal dos Direitos do Cidadão (PFDC), o ex-titular da pasta, Fábio Wajngarten, respondeu por crime de apologia a crime e criminoso na Justiça Federal no Distrito Federal por conta de tweets elogiosos a crimes cometidos por militares durante a Guerrilha do Araguaia e a Sebastião Curió.
Em outubro de 2024, a pasta foi questionada pelo Tribunal de Contas da União (TCU) acerca dos critérios utilizados nos orçamento de peças publicitárias durante os governos de Michel Temer, Jair Bolsonaro e Luiz Inácio Lula da Silva, classificando os gastos de R$ 542,8 milhões entre 2018 e 2023 como “ineficiência no uso do dinheiro público”. O TCU apontou a ausência de critérios objetivos na justificação dos valores empenhados pela pasta durante o período, questionando se as peças publicitárias poderiam ser realizadas e divulgadas de maneira semelhante a custos menores. 